# Michèle Lindeperg
Michèle Lindeperg (ur. 20 września 1941 w Lyonie) – francuska polityk i nauczycielka, eurodeputowana IV kadencji.

## Życiorys
Ukończyła studia z zakresu matematyki na Université de Lyon. W latach 1961–1994 pracowała jako nauczycielka. Zaangażowała się w działalność polityczną w ramach Partii Socjalistycznej, z jej ramienia zasiadała w radzie miejscowości Grigny. W latach 1994–1999 sprawowała mandat posłanki do Parlamentu Europejskiego, była członkinią frakcji socjalistycznej oraz Komisji ds. Swobód Obywatelskich i Spraw Wewnętrznych.